# El Affroun
El Affroun (em árabe: العفرون) é uma cidade e comuna localizada na província de Blida, Argélia. Segundo o censo de 2008, a população total da cidade era de 42 465 habitantes.